# 甲磺草胺
甲磺草胺是一种有机化合物，分子式C
11H
10Cl
2F
2N
4O
3S，属于三唑啉酮类除草剂，由FMC公司研发，1997年在美国首先使用。